# Australobus torbay
Australobus torbay är en spindelart som beskrevs av Forster och Norman I. Platnick 1985. Australobus torbay ingår i släktet Australobus och familjen Orsolobidae.
Artens utbredningsområde är Western Australia. Inga underarter finns listade.